# 政變
政變（法語：coup d'État，發音：[ku deta] ⓘ；早期音译作“苦跌打”），政治事變的省略詞意，是指一個國家之中有一部份人（如族群團體勢力或地方武裝勢力）通過密谋策劃，採取軍事叛亂或政治行動，奪取國家政權的行為。如果能成功完成政變，則會造成權力的移轉、政府的更迭、或政體的改變；但若失敗，發起的一方往往會被逮捕、監禁甚至處死。

## 政變形式
政變的產生，主要有宗教信仰、族群文化、經濟政策、社會變革、體制建構等各種因素，主導某個政治主張的勢力與反對其主張勢力，因為理念與意志的對立，其中一方為壓制或推翻其政治主張而發展到藉由武裝衝突來達到其目的。
最常見普遍的政變模式，藉由組織武裝力量來進行消滅、壓制其中一方政治勢力團體來達到掌控制政局與奪取政治主導權，政變過程中會伴隨流血衝突或傷亡，這類政變方式通稱軍事政變。
政變範圍侷限於宮廷或朝廷的立場敵對的派閥黨羽為政權地位的鞏固而引發衝突爭鬥，這類政變通稱為宮廷政變或朝廷政變。

## 著名事件

### 20世纪之前的主要政变事件

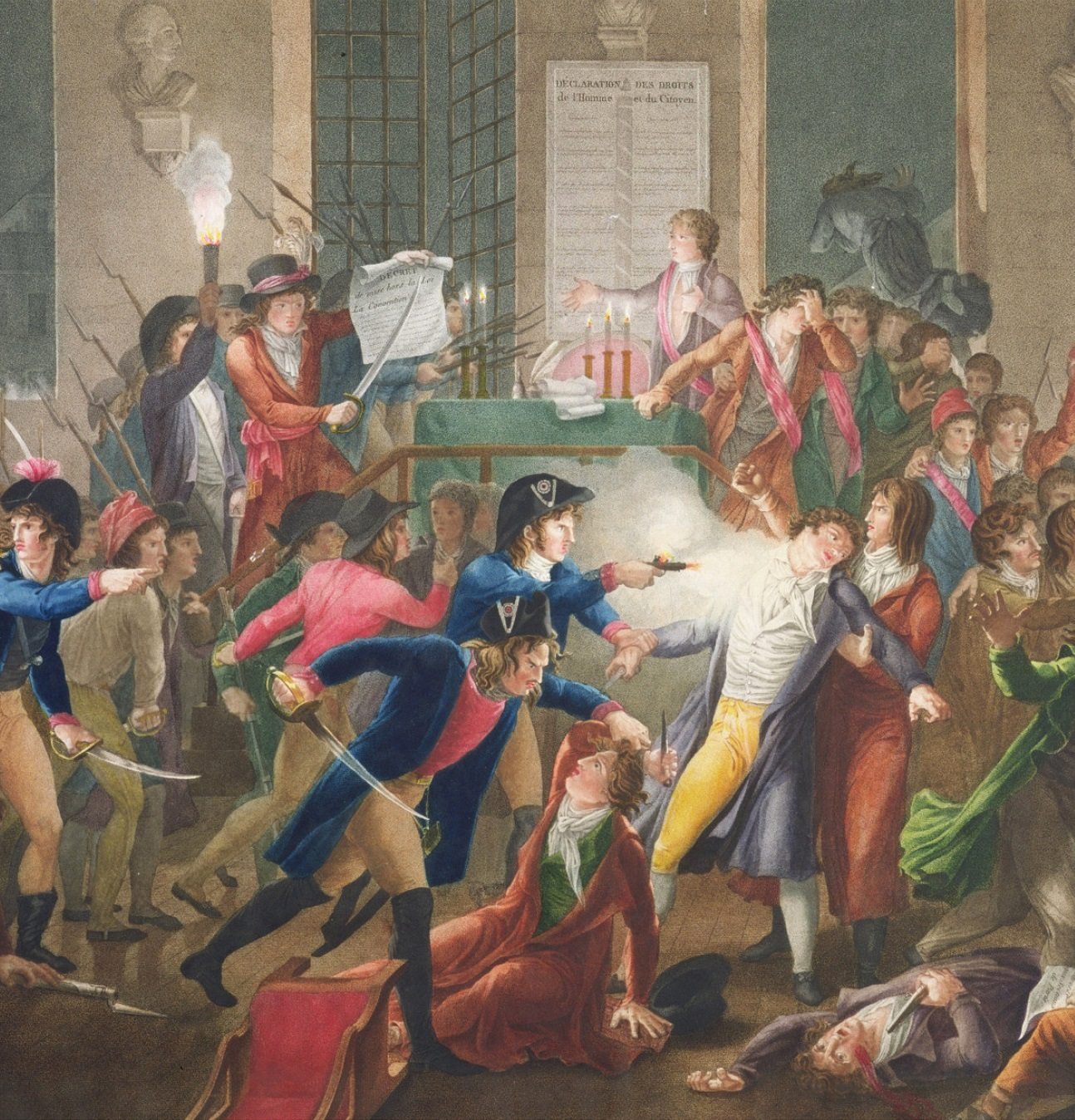
熱月政變

#### 中國
- 前480年：衛國兵變（衛後莊公蒯聵發動，史稱「父子爭國」）
- 前295年：戰國時代趙國沙丘之亂
- 前210年：秦朝沙丘之變
- 前207年：秦朝望夷宫之變
- 前180年：西漢諸吕之亂
- 前154年：西漢七國之亂
- 前91年：西漢巫蠱之禍
- 125年：東漢延光宮變
- 189年：東漢光熹宮變（漢後少帝在位時，外戚何進為剿除十常侍為首的宦黨勢力引發宮廷政變，結果何進為首外戚勢力與十常侍為首宦官勢力俱滅，令董卓趁機掌權廢掉後少帝、擁立獻帝。）
- 249年：三國曹魏高平陵之變（正始之變）
- 260年：三國曹魏甘露之變
- 311年：西晉永嘉之亂
- 322年：東晉王敦之亂
- 327年：東晉蘇峻之亂
- 399年：東晉孫恩盧循之亂
- 528年：南北朝北魏河陰之變
- 548年：南北朝南梁侯景之亂
- 618年：隋朝江都宫變
- 626年：唐朝玄武門之變
- 705年：唐朝神龍政變
- 707年：唐朝景龍之變
- 710年：唐朝唐隆之變
- 713年：唐朝先天政變
- 756年：唐朝馬嵬驛兵變
- 805年：唐朝永貞内禪
- 835年：唐朝甘露之變
- 905年：唐朝白馬驛之禍
- 926年：五代十國後唐鄴都之變
- 926年：五代十國後唐興教門之變
- 960年：後周陳橋兵變
- 1063年：遼朝灤河之變
- 1129年：南宋苗劉兵變
- 1136年：南宋淮西兵變
- 1307年：元朝大都政變
- 1323年：元朝南坡之變
- 1329年：元朝天曆之變
- 1399年：明朝靖難之役
- 1449年：明朝土木堡之變
- 1457年：明朝奪門之變
- 1644年：明朝甲申國難
- 1661年：南明咒水之難
- 1673年：清朝三藩之亂
- 1813年：清朝癸酉之變
- 1856年：太平天國天京事變
- 1861年：清朝祺祥政變
- 1898年：清朝戊戌政變
- 1911年：清朝辛亥革命
- 1936年：西安事变

#### 日本
- 645年：大化革新
- 810年：藥子之變
- 939年：承平天慶之亂
- 1156年：保元之亂
- 1159年：平治之亂
- 1199年：梶原景時之變
- 1213年：和田合戰
- 1221年：承久之亂
- 1247年：寶治合戰
- 1285年：霜月騷動
- 1293年：平禪門之亂
- 1324年：正中之變
- 1331年：元弘之變
- 1352年：觀應擾亂
- 1438年：永享之亂
- 1440年：結城合戰
- 1441年：嘉吉之亂
- 1455年：享德之亂
- 1467年：應仁之亂
- 1493年：明應之變
- 1535年：守山崩
- 1550年：二階崩之變
- 1551年：大寧寺之變
- 1565年：永祿之變
- 1582年：本能寺之變
- 1860年：櫻田門外之變
- 1864年：禁門之變
- 1868年：王政復古

#### 朝鮮
- 642年：高句麗權臣淵蓋蘇文弒殺榮留王
- 642年：三國時代新羅毗曇之亂
- 1009年：高麗王朝康兆政變
- 1170年：高麗王朝庚寅之亂
- 1388年：高麗王朝威化島回軍
- 1398年：李氏朝鲜第一次王子之亂
- 1400年：李氏朝鲜第二次王子之亂
- 1453年：李氏朝鲜癸酉靖難
- 1506年：李氏朝鲜中宗反正
- 1623年：李氏朝鲜仁祖反正
- 1882年：李氏朝鮮壬午兵變
- 1895年：李氏朝鲜乙未事變

#### 歐陸
- 1688年：英國光榮革命
- 1794年：法國熱月政變
- 1799年：法國雾月政變

### 20世纪的主要政變事件

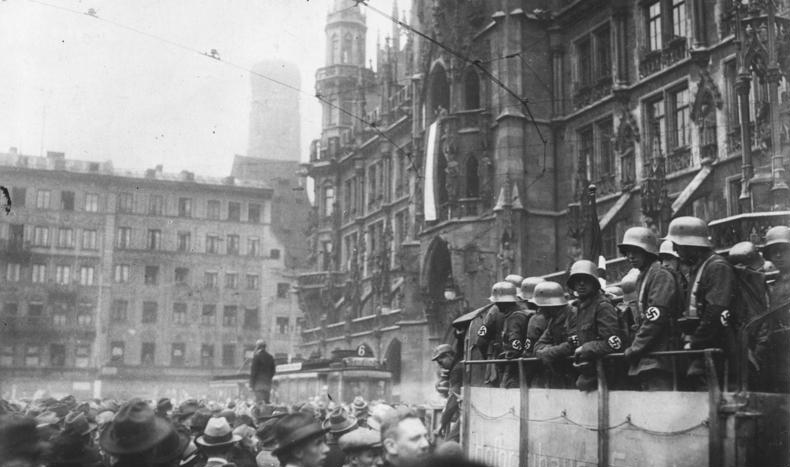
阿道夫·希特勒发动啤酒馆政变

- 1922年：墨索里尼发动向羅馬進軍，利用黑衫軍和法西斯黨支持者奪取了義大利首相一職，義大利進入法西斯義大利時期。這一次行動象徵著法西斯主義在資本主義和共產主義之後出現在世界主流思潮中。
- 1923年：阿道夫·希特勒发动啤酒馆政变，其後失敗告終。10年後希特勒領導的納粹黨藉由選舉成為國會第一大黨，其後順勢被任命總理，待總統過世違憲立法接收總統權力，实行獨裁統治，建立納粹德國。
- 1924年：冯玉祥发动北京政变，推翻中華民國北洋政府。
- 1936年：二二六兵变发生，日本軍國主義得到鞏固，次年爆發第二次中日戰爭。
- 1936年：张学良、杨虎城于12月12日发动西安事变，囚禁中華民國國民政府軍事委員會委員長蔣介石。
- 1944年：克劳斯·冯·施陶芬贝格发动7月20日密谋案，但以失败告终。
- 1944年：10月德軍進駐匈牙利王國，推翻了嘗試和盟軍停戰的攝政王霍尔蒂，至此匈牙利由德國盟友變成傀儡。
- 1944年：羅馬尼亞王國國王米哈伊一世及羅馬尼亞共產黨於8月23日推翻並拘捕了總理揚·安東內斯庫，結束了羅馬尼亞和納粹德國的同盟，退出了軸心國。
- 1944年：保加利亞共產黨在蘇聯支持下於9月推翻了保加利亞王室，攝政的基里尔王子被拘捕並槍決，終止了保加利亞和納粹德國的同盟，退出了軸心國。
- 1945年：大日本帝國本土決戰派系軍人於8月中發動了宮城事件，企圖阻止日本投降和玉音放送，但以失败告终。
- 1945年：泰國親日首相銮披汶·颂堪元帥被自由泰國推翻。
- 1947年：銮披汶·颂堪元帅于11月8日发动政变，重新推翻在二戰尾聲時推翻自己的自由泰國政府，开启泰国长达45年的军人政权。
- 1951年：銮披汶·颂堪以及他的政变小组发动“无声的政变”巩固军人政权。
- 1953年：赫魯曉夫、马林科夫、朱可夫等发动三月政变逮捕并处决贝利亚。
- 1953年：伊朗政變，推動石油國有化的文人政府被推翻，建立由巴勒維國王直接控制的親西方獨裁政權，直至1979年被伊朗伊斯蘭革命推翻。
- 1958年：當時為法國一部份的阿爾及利亞發生五月十三日政變，最終導致戴高樂的重新掌權與法蘭西第五共和國的成立。
- 1961年：大韩民国陸軍少將朴正熙发动5·16军事政变，推翻民选政府，開始了為期18年的军人獨裁統治。
- 1962年：緬甸军人吳奈溫发动军事政变，推翻民选政府，開始军人獨裁統治。
- 1964年：勃列日涅夫发动十月政变推翻苏共中央第一书记赫魯曉夫，取得蘇聯共產黨最高執政權，開始了為期18年的獨裁統治。
- 1964年：中華民國陸軍在台灣爆發湖口兵變，其後失敗告終。
- 1965年：印尼九·三〇事件发生，其後蘇哈托发动政变推翻，取得最高執政權，開始了為期32年的獨裁統治。
- 1969年：利比亞軍人穆阿邁爾·卡扎菲發動政變推翻利比亞王國，開始了為期42年的独裁统治。
- 1970年：柬埔寨右翼军人朗诺等趁柬埔寨国王诺罗敦·西哈努克在华访问期间发动政变，建立高棉共和国，開始军人独裁统治，直至1975年被紅色高棉推翻，建立民主柬埔寨，四年後紅色高棉亦再被柬埔寨人民共和國推翻，柬埔寨從此處於越南的控制直至1989年。
- 1973年：智利右翼軍人皮諾切特將軍發動軍事政變，推翻民選的左翼萨尔瓦多·阿连德政府，開始了為期17年的军人独裁統治。
- 1974年：葡萄牙发生康乃馨革命，一批中下级军官组成的“武装部队运动”以不流血方式推翻了持续42年的极右政权，开始民主化进程。
- 1976年：阿根廷军人魏地拉发动军事政变推翻伊莎貝爾·裴隆的文人政權，開始了為期7年的军人独裁统治。
- 1976年：中共中央军委主席、中国国务院总理华国锋、中共中央军委副主席叶剑英、中共中央办公厅主任汪东兴联手拘捕四人帮，怀仁堂事变发生，持续十年的文化大革命结束。
- 1979年：大韓民國國軍保安司令官全斗煥少將在漢城發動雙十二政變，陸軍參謀總長暨戒嚴最高司令鄭昇和上將被捕，其後時任總統崔圭夏也被逼迫下台，開始了為期8年的獨裁統治。
- 1979年：伊拉克復興黨人薩達姆·海珊發動政變，開始了為期24年的獨裁統治。
- 1979年：赤道几内亚军人特奥多罗·奥比昂·恩圭马·姆巴索戈發動政變，推翻其叔父弗朗西斯科·马西埃·恩圭马的统治，開始了獨裁統治。
- 1979年：魯霍拉·穆薩維·霍梅尼發動政變推翻巴勒維王朝，建立由伊朗最高領袖領導的神權政治。
- 1987年：布基纳法索总统府国务部长兼司法部长布莱斯·孔波雷发动军事政变推翻總統托马斯·桑卡拉，桑卡拉被当场击毙。
- 1988年：缅甸军人苏貌在8888民主运动后发动政变，推翻以貌貌为领导的文官政府，并成立国家恢复法律和秩序委员会接管全国，自任主席。9月21日，兼任缅甸总理。
- 1989年：1989年羅馬尼亞革命
- 1991年：苏联发生八一九事件，苏联共产党保守派軟禁黨總書記兼總統，最終政變流產導致蘇聯解體。
- 1991年：泰国发生軍事政變，其後恢復民選的文人執政，結束軍人長達45年的獨裁統治。
- 1991年：海地发生军事政变，阿里斯蒂德被推翻（其後因美國發動反政變而復任總統）。
- 1993年：俄羅斯憲政危機爆發，葉爾欽與國會發生統治權之爭，葉氏下令裝甲部隊砲轟國會白宮，從此掌握國家的實際控制權，總統的權力大於國會。
- 1997年：土耳其軍方發出軍事備忘錄，最後間接地推翻奉行伊斯蘭主義的民選政府，但過程中並沒有推翻國會或廢除國家憲法。此舉被一名土耳其海軍上將視為「後現代政變」。
- 1999年：巴基斯坦原陆军參謀總長穆沙拉夫發動軍事政變，推翻總理纳瓦兹·谢里夫政府，展開長達9年的獨裁統治。

### 21世纪的主要政變事件

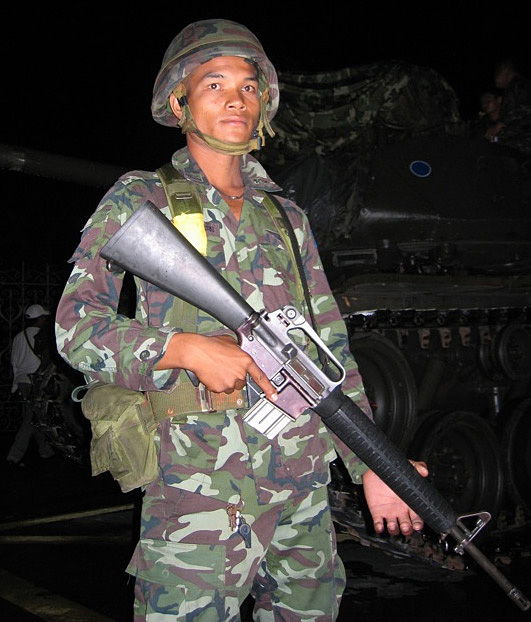
一名泰国军队叛軍士兵配備M16突擊步槍站在曼谷街頭。正如其他參與軍事政變的叛軍，該士兵繫上黃色絲帶來代表「效忠」泰国国王普密蓬·阿杜德。

- 2005年：尼泊爾國王贾南德拉解散議會，宣佈直接統治。
- 2005年：毛利塔尼亚发生軍事政變。
- 2006年：泰國发生軍事政變，推翻他信政府。
- 2006年：斐濟发生軍事政變。
- 2008年：毛里塔尼亚发生軍事政變，总统西迪·乌尔德·谢赫·阿卜杜拉希被推翻。
- 2008年：几内亚发生軍事政變。
- 2009年：洪都拉斯发生軍事政變，总统曼努埃尔·塞拉亚被军方转移至哥斯达黎加境内，并被洪都拉斯最高法院宣布罢免。
- 2009年：孟加拉國步槍隊叛亂。
- 2010年：尼日爾发生軍事政變。
- 2012年：马里发生軍事政變。
- 2012年：几内亚比绍发生軍事政變。
- 2013年：埃及發生軍事政變。
- 2014年：泰國發生軍事政變。
- 2014年：布基纳法索发生軍事政變。
- 2016年：土耳其發生軍事政變（未遂）。
- 2017年：津巴布韦發生軍事政變。
- 2019年：加蓬發生軍事政變（未遂）。
- 2019年：蘇丹發生軍事政變。
- 2020年：马来西亚发生喜来登政变，马哈迪·莫哈末领导的希盟政府垮台，慕尤丁接任。
- 2020年：马里發生軍事政变。
- 2021年：時任美国总统唐納·川普的部分支持者闯入美国国会大厦，试图阻止國會认证喬·拜登当选为下届美国总统。此事被美国众议院特别委员会指责为未遂政变。
- 2021年：緬甸國防軍發動政變，推翻昂山素季領導的文人政權。政变领导者敏昂莱大将成立国家管理委员会，其后于8月1日就任缅甸总理。
- 2021年：馬里發生軍事政變。
- 2021年：幾內亞發生軍事政變。
- 2022年：布基纳法索分别于2022年1月和2022年9月发生两次政变。
- 2022年：德国发生未遂政变，由极右翼分子和退伍军人组成的团伙计划冲击德国国会大厦，复辟德意志帝国
- 2023年：俄羅斯僱傭兵瓦格納集團發動兵變，意圖攻向莫斯科，但在白俄羅斯總統盧卡申科介入調停下，瓦格納集團停止兵變行動。
- 2023年：尼日爾發生軍事政變。
- 2023年：加蓬發生軍事政变。
- 2024年：6月玻利維亞發生未遂軍事政變。
- 2024年：12月南韓總統尹錫悅宣布緊急戒嚴，試圖發動自我政變，其後被國會推翻戒嚴令，政變未遂。
- 2025年：2024年12月敘利亞反對派奪取首都大馬士革成功推翻敘利亞復興黨政權，並成立第一屆敘利亞過渡政府。